# Fudbalski Klub Jedinstvo Ub
Il Fudbalski Klub Jedinstvo Ub è una squadra di calcio di Ub, in Serbia.
Fondato nel 1920, solamente negli ultimi anni, dopo la disgregazione della Jugoslavia, e lo scioglimento della Serbia e Montenegro, il club ha potuto emergere dal dilettantismo.

## Storia

### Origini e sviluppo locale (1920–1990)
Il club nasce nel 1920, in un contesto in cui il calcio si stava diffondendo in tutto il Regno dei Serbi, Croati e Sloveni. Nei decenni successivi, Jedinstvo Ub ha partecipato principalmente a campionati locali e regionali, diventando un punto di riferimento sportivo per la comunità di Ub. Gli anni Sessanta e Ottanta furono segnati da diverse promozioni in leghe superiori, con tappe importanti nel 1966, 1978, 1981 e 1986.

### L’era professionistica e la partnership con la Stella Rossa (1999–2006)
Nel 1999, il club stringe una collaborazione con la Stella Rossa di Belgrado, divenendone squadra satellite. Questo legame favorisce l’accesso a giovani talenti e infrastrutture migliori. Nel 1999–2000, vince la Serbian League Danube e ottiene l’accesso alla Seconda Lega della RF Jugoslavia, la seconda divisione nazionale. Il club rimane a questo livello fino al 2006, con alterne fortune sportive.

### Declino e stagnazione (2006–2016)
Dopo il 2006, Jedinstvo Ub conosce una fase di declino sportivo, con partecipazioni in Serbian League West (terza serie) e successive retrocessioni fino ai campionati regionali come la Drina Zone League. In questo periodo, il club fatica a mantenere una struttura professionistica.

### Rinascita con i fratelli Matić (2016–2022)
Nel 2016, i calciatori Nemanja Matić e Radosav Petrović, entrambi originari della zona, decidono di investire nel club, acquistandone la proprietà e avviando un progetto di rilancio. Il club torna in terza serie nel 2017 e si distingue per solidità organizzativa. Nel 2022, ottiene l’accesso amministrativo alla Prva Liga Srbije (seconda serie), subentrando allo Žarkovo.

### Ascesa e breve esperienza in SuperLiga (2022–2025)
Nel campionato 2022–23, Jedinstvo Ub termina al sesto posto, dimostrando buone potenzialità. L’anno successivo, grazie a un progetto tecnico ambizioso guidato da Uroš Matić (fratello di Nemanja), la squadra conclude come vicecampione e ottiene una storica promozione nella SuperLiga, la massima divisione serba. Tuttavia, la permanenza è breve: nel 2024–25, il club chiude al 16º posto, retrocedendo immediatamente.

## Stadio
Il FK JEDINSTVO UB gioca le sue partite casalinghe allo Stadio Dragan Džajić (in serbo: ‘‘Stadion Dragan Džajić’’), situato a Ub.
Inaugurato nel 1976,  lo stadio ha una capienza di circa 4.000 posti a sedere. La struttura è composta da quattro tribune, campo in erba naturale e impianti essenziali per competizioni nazionali.
Nel biennio 2016–2017, grazie all’investimento della famiglia Matić, lo stadio è stato oggetto di importanti lavori di ristrutturazione: sono stati rinnovati gli spogliatoi, migliorata l’illuminazione e riqualificate le aree spettatori.
Durante la stagione 2024–25 in SuperLiga, a causa dei requisiti infrastrutturali, il club ha temporaneamente utilizzato impianti alternativi per alcune partite casalinghe, tra cui lo stadio del FK Voždovac a Belgrado.

## Settore giovanile e Giocatori Noti

### Il settore giovanile
Il settore giovanile del FK Jedinstvo Ub conta oltre 200 giovani calciatori, suddivisi in diverse categorie, dai primi calci alla formazione under-19.
Negli ultimi anni le giovanili hanno partecipato a numerosi tornei a livello regionale e nazionale, affrontando squadre del calibro di Stella Rossa Belgrado, FK Partizan e FK Vojvodina.
Tra i giovani più promettenti emersi dal vivaio si segnalano Viktor Živojinović e Luka Radivojević, entrambi approdati a club della massima serie nella stagione 2023–24.
Il settore giovanile è stato notevolmente rafforzato a partire dal 2016 grazie all’acquisizione del club da parte di Nemanja Matić e Radosav Petrović, che hanno investito in strutture, attrezzature e staff tecnico qualificato.

### I giocatori noti
Diversi calciatori di rilievo nazionale e internazionale sono cresciuti o hanno militato nel Jedinstvo Ub:

#### Formatisi nel vivaio
Dragan Džajić – considerato uno dei migliori calciatori serbi e jugoslavi di tutti i tempi.
Dušan Savić – attaccante prolifico della Stella Rossa negli anni ’70 e ’80.
Ratko Čolić – ex difensore della nazionale jugoslava.
Giocatori contemporanei associati al club:
Nemanja Matić – centrocampista con esperienze in Premier League e UEFA Europa League; comproprietario del club dal 2016.
Radosav Petrović – ex centrocampista di Partizan e nazionale serbo.
Uroš Matić – fratello di Nemanja, ex professionista e attuale allenatore del club.
Altri calciatori passati per il club o coinvolti nel progetto:
Boško Janković
Dušan Basta
Aleksandar Luković
Ivan Radovanović
Dragan Mrđa
Veseljko Trivunović
Đorđe Tutorić

## Dirigenza
Dal 2023, la dirigenza del club è così composta:
Presidente’’’: Darko Matić
Allenatore: Uroš Matić
La famiglia Matić ha assunto la guida del club nel 2016, rilanciandolo a livello organizzativo e sportivo. Darko Matić si occupa della parte amministrativa, mentre Uroš è responsabile della prima squadra.

## Colori sociali e simboli
I colori ufficiali del FK Jedinstvo Ub sono il rosso e il ‘’‘bianco.
Questi colori richiamano storicamente il legame con la Stella Rossa Belgrado, con cui il club ha avuto una partnership a cavallo tra gli anni ’90 e 2000.
Divise:
Prima maglia:  maglia rossa, pantaloncini bianchi, calzettoni rossi.
Seconda maglia: maglia bianca con inserti rossi, pantaloncini rossi, calzettoni bianchi.
Stemma:
Lo stemma del club include le iniziali “FJ U” su sfondo rosso, circondate da elementi grafici bianchi. Il nome Jedinstvo’’ significa unità e simboleggia l’identità collettiva e comunitaria del club e della città di Ub.

## Palmarès

### Competizioni nazionali
- Srpska Liga: 2

1999-2000 (girone Danubio), 2002-2003 (girone Danubio)

### Altri piazzamenti
- Druga liga Srbije i Crne Gore:

Terzo posto: 2003-2004 (girone ovest)